# 2018 في مالطا
أحداث العام 2018 في مالطا.

## الحكم
الرئيس: ماري لويز كوليرو بريكا
رئيس الوزراء: جوزيف موسكات

## الأحداث
- 12 كانون الثاني – تم افتتاح نافورة تريتون التي تم ترميمها.[1]

## الوفيات
- 5 كانون الثاني – ايمانويل باربرا أسقف روماني كاثوليكي (مواليد 1949).[2]